# Willem Borski (1799-1881)
Willem Borski (Amsterdam, 1 juli 1799 - Overveen, 1 januari 1881) was een Nederlands koopman en bankier. Willem Borski is een zoon van Willem Borski en Johanna Jacoba van de Velde.
Borski studeerde aanvankelijk letteren. Hij moest echter van zijn moeder zijn studie onderbreken toen zijn vader in 1814 overleed, en werd naar Londen gestuurd om bij Baring Brothers te gaan werken. In 1819 keerde Borski terug naar Nederland en hij trouwde op 17 mei 1820 met Cathérine Antoinette Boode. Het stel kreeg drie kinderen: Johanna Jacoba, Louise Cathérine Antoinette en Willem Borski III.
Willem Borski was een succesvol zakenman en vergrootte het familiekapitaal. Hij investeerde onder andere in Nederlandse en Amerikaanse spoorwegen. Borski was lid van de Provinciale Staten van Noord-Holland.
Hij stond bekend om zijn onaangename karakter, en het echtpaar was niet populair bij de Amsterdamse elite. Hij boezemde bij veel mensen angst in en had als bewoner van landgoed Elswout een stevige invloed op de gemeentelijke politiek van Overveen. Ook was Borski bekend vanwege zijn gierigheid. Borski slaagde er met succes in om doorsnijding van het landgoed Elswout door de Spoorlijn Haarlem-Zandvoort te voorkomen. Door toestemming te verlenen om de spoorlijn langs het landgoed te laten lopen sloeg hij drie vliegen in een klap: hij voorkwam doorsnijding van het landgoed door de spoorlijn, hij verkreeg een kosteloze begrenzing van het terrein en hij verkreeg een eigen toegang bij de halte Overveen, aldus F.A.J. Krabbendam. Van dat Station Overveen heeft hij overigens geen plezier meer gehad: toen de spoorlijn en het station op 3 juni 1881 werden geopend, was Borski al overleden.
- Biografisch Portaal: 45172281